# District de Baalbek
Le district de Baalbek est une subdivision administrative du Gouvernorat de Baalbek-Hermel au Liban. On y compte 102 villages. La capitale du district est Baalbek.
On estime sa population a un peu plus de 330 000 habitants, soit environ 9 % de la population totale du Liban
Avec une superficie de 2 278 kilomètres carrés, soit près d'un quart de la superficie totale du pays, le district de Baalbek est le plus grand du pays.

## Répartition confessionnelle des électeurs (incluant le Hermel)
http://elnashra.com/elections/vote
| Confessions       | Pourcentage (2005) |
| Chrétiens (total) | 15,58 %            |
| ----------------- | ------------------ |
| Maronites         | 8,15 %             |
| Grecs-catholiques | 6,44 %             |
| Grecs-orthodoxes  | 0,89 %             |
| Autres chrétiens  | 0,10 %             |
| Musulmans (total) | 84,42 %            |
| Chiites           | 71,09 %            |
| Sunnites          | 13,29 %            |
| Alaouites         | 0,04 %             |
| Druzes            | 0,00 %             |

## Villes et villages du district
- Baalbeck
- Bouday
- Yammouné
- Hallanieh
- Ali El Nahri
- Douris (Békaa)
- Yanta (Békaa)
- Jdeide (Békaa)
- Kasarnaba
- Chmestar